# Modifiche territoriali e amministrative dei comuni del Lazio
Questa pagina riassume le modifiche amministrative dei comuni laziali dall'Unità ad oggi e alcune cessioni di porzioni di territorio comunale ad altri comuni.
| Cod. Belfiore | Comune | Prov.        | Anno | Evento                                                     | Comune                       | Provincia   |
| ------------- | --- | ------------ | ---- | ---------------------------------------------------------- | ---------------------------- | ----------- |
| A019          | Accumoli | AQ Abruzzo   | 1927 | Cambia Provincia e Regione a                               |                              | RI          |
| A032          | Acquafondata | TdL Campania | 1927 | Cambia Provincia e Regione a                               |                              | FR          |
| A040          | Acquapendente | RM           | 1927 | Cambia Provincia a                                         |                              | VT          |
| A054          | Acuto | RM           | 1927 | Cambia Provincia a                                         |                              | FR          |
| A081          | Villa Latina | TdL Campania | 1927 | Cambia Provincia e Regione a                               |                              | FR          |
| A123          | Alatri | RM           | 1927 | Cambia Provincia a                                         |                              | FR          |
| A132          | Albano | RM           | 1872 | Cambia denominazione in                                    | Albano Laziale               | RM          |
| A244          | Alvito | TdL Campania | 1927 | Cambia Provincia e Regione a                               |                              | FR          |
| A256          | San Lorenzo | RM           | 1872 | Cambia denominazione in                                    | Amaseno                      | RM          |
| A256          | Amaseno | RM           | 1927 | Cambia Provincia a                                         |                              | FR          |
| A258          | Amatrice | AQ Abruzzo   | 1927 | Cambia Provincia e Regione a                               |                              | RI          |
| A269          | Anagni | RM           | 1927 | Cambia Provincia a                                         |                              | FR          |
| A297          | Anguillara | RM           | 1872 | Cambia denominazione in                                    | Anguillara Sabazia           | RM          |
| A310          | Anticoli | RM           | 1872 | Cambia denominazione in                                    | Anticoli di Campagna         | RM          |
| A310          | Anticoli di Campagna | RM           | 1911 | Cambia denominazione in                                    | Fiuggi                       | RM          |
| A310          | Fiuggi | RM           | 1927 | Cambia Provincia a                                         |                              | FR          |
| A315          | Antrodoco | AQ Abruzzo   | 1927 | Cambia Provincia e Regione a                               |                              | RI          |
| A323          | Anzio | RM           | 1940 | Aggregato al nuovo Comune di                               | Nettunia                     | RM          |
| A323          | Anzio | RM           | 1945 | Ricostituito con la soppressione del Comune di             | Nettunia                     | RM          |
| A341          | Aprilia | LT           | 1936 | Distaccato dal Comune di                                   | Roma                         | RM          |
| A348          | Aquino | TdL Campania | 1927 | Cambia Provincia e Regione a                               |                              | FR          |
| A363          | Arce | TdL Campania | 1927 | Cambia Provincia e Regione a                               |                              | FR          |
| A370          | Ponza | RM           | 1872 | Cambia denominazione in                                    | Ponza d'Arcinazzo            | RM          |
| A370          | Ponza d'Arcinazzo | RM           | 1891 | Cambia denominazione in                                    | Arcinazzo Romano             | RM          |
| A412          | Arlena | RM           | 1876 | Cambia denominazione in                                    | Arlena di Castro             | RM          |
| A412          | Arlena di Castro | RM           | 1927 | Cambia Provincia a                                         |                              | VT          |
| A421          | Arnara | RM           | 1927 | Cambia Provincia a                                         |                              | FR          |
| A433          | Arpino | TdL Campania | 1927 | Cambia Provincia e Regione a                               |                              | FR          |
| A449          | Montefortino | RM           | 1873 | Cambia denominazione in                                    | Artena                       |             |
| A464          | Ascrea | PG Umbria    | 1923 | Cambia Provincia e Regione a                               |                              | RM          |
| A464          | Ascrea | RM           | 1927 | Cambia Provincia a                                         |                              | RI          |
| A464          | Ascrea | RI           | 1968 | Cede la frazione di Rigatti al Comune di                   | Varco Sabino                 | RI          |
| A472          | Aspra | PG Umbria    | 1923 | Cambia Provincia e Regione a                               |                              | RM          |
| A472          | Aspra | RM           | 1927 | Cambia Provincia a                                         |                              | RI          |
| A472          | Aspra | RI           | 1947 | Cambia denominazione in                                    | Casperia                     | RI          |
| A486          | Atina | TdL Campania | 1927 | Cambia Provincia e Regione a                               |                              | FR          |
| A502          | Ausonia | TdL Campania | 1927 | Cambia Provincia e Regione a                               |                              | FR          |
| A548          | Bagnaia | RM           | 1927 | Cambia Provincia a                                         |                              | VT          |
| A548          | Bagnaia | VT           | 1928 | Aggregato al Comune di                                     | Viterbo                      | VT          |
| A577          | Bagnorea | RM           | 1922 | Cambia denominazione in                                    | Bagnoregio                   | RM          |
| A577          | Bagnoregio | RM           | 1927 | Cambia Provincia a                                         |                              | VT          |
| A628          | Barbarano | RM           | 1872 | Cambia denominazione in                                    | Barbarano Romano             | RM          |
| A628          | Barbarano Romano | RM           | 1927 | Cambia Provincia a                                         |                              | VT          |
| A701          | Bassanello | RM           | 1927 | Cambia Provincia a                                         |                              | VT          |
| A701          | Bassanello | VT           | 1949 | Cambia denominazione in                                    | Vasanello                    | VT          |
| A704          | Bassano di Sutri | RM           | 1927 | Cambia Provincia a                                         |                              | VT          |
| A704          | Bassano di Sutri | VT           | 1964 | Cambia denominazione in                                    | Bassano Romano               | VT          |
| A706          | Bassano in Teverina | RM           | 1927 | Cambia Provincia a                                         |                              | VT          |
| A706          | Bassano in Teverina | VT           | 1927 | Aggregato al Comune di                                     | Orte                         | VT          |
| A706          | Bassano in Teverina | VT           | 1958 | Distaccato dal Comune di                                   | Orte                         | VT          |
| A707          | Bassiano | RM           | 1934 | Cambia Provincia a                                         |                              | LT          |
| A720          | Bauco | RM           | 1907 | Cambia denominazione in                                    | Boville Ernica               | RM          |
| A720          | Boville Ernica | RM           | 1927 | Cambia Provincia a                                         |                              | FR          |
| A749          | Civitella | RM           | 1872 | Cambia denominazione in                                    | Civitella San Sisto          | RM          |
| A749          | Civitella San Sisto | RM           | 1880 | Cambia denominazione in                                    | Bellegra                     | RM          |
| A763          | Belmonte Castello | TdL Campania | 1927 | Cambia Provincia e Regione a                               |                              | FR          |
| A765          | Belmonte in Sabina | PG Umbria    | 1923 | Cambia Provincia e Regione a                               |                              | RM          |
| A765          | Belmonte in Sabina | RM           | 1927 | Cambia Provincia a                                         |                              | RI          |
| A857          | Bieda | RM           | 1927 | Cambia Provincia a                                         |                              | VT          |
| A857          | Bieda | VT           | 1952 | Cambia denominazione in                                    | Blera                        | VT          |
| A949          | Bolsena | RM           | 1927 | Cambia Provincia a                                         |                              | VT          |
| A955          | Bomarzo | RM           | 1927 | Cambia Provincia a                                         |                              | VT          |
| A981          | Borbona | AQ Abruzzo   | 1927 | Cambia Provincia e Regione a                               |                              | RI          |
| A996          | Borgo Velino | AQ Abruzzo   | 1927 | Cambia Provincia a                                         |                              | RI          |
| A996          | Borgo Velino | RI           | 1928 | Aggregato al Comune di                                     | Antrodoco                    | RI          |
| A996          | Borgo Velino | RI           | 1957 | Distaccato dal Comune di                                   | Antrodoco                    | RI          |
| B008          | Borgocollefegato | AQ Abruzzo   | 1927 | Cambia Provincia e Regione a                               |                              | RI          |
| B008          | Borgocollefegato | RI           | 1960 | Cambia denominazione in                                    | Borgorose                    | RI          |
| B195          | Brocco | TdL Campania | 1927 | Cambia Provincia e Regione a                               |                              | FR          |
| B195          | Brocco | FR           | 1954 | Cambia denominazione in                                    | Broccostella                 | FR          |
| B388          | Calcata | RM           | 1927 | Cambia Provincia a                                         |                              | VT          |
| B472          | Camerata | RM           | 1872 | Cambia denominazione in                                    | Camerata Nuova               | RM          |
| B496          | Campagnano | RM           | 1872 | Cambia denominazione in                                    | Campagnano di Roma           | RM          |
| B527          | Campodimele | TdL Campania | 1927 | Cambia Provincia e Regione a                               |                              | RM          |
| B527          | Campodimele | RM           | 1934 | Cambia Provincia a                                         |                              | LT          |
| B543          | Campoli Appennino | TdL Campania | 1927 | Cambia Provincia e Regione a                               |                              | FR          |
| B576          | Canale | RM           | 1872 | Cambia denominazione in                                    | Canale e Monte Virginio      | RM          |
| B576          | Canale e Monte Virginio | RM           | 1873 | Cambia denominazione in                                    | Canale Monterano             | RM          |
| B597          | Canepina | RM           | 1927 | Cambia Provincia a                                         |                              | VT          |
| B604          | Canino | RM           | 1927 | Cambia Provincia a                                         |                              | VT          |
| B627          | Cantalice | AQ Abruzzo   | 1927 | Cambia Provincia e Regione a                               |                              | RI          |
| B627          | Cantalice | RI           | 1928 | Aggregato al Comune di                                     | Rieti                        | RI          |
| B627          | Cantalice | RI           | 1946 | Distaccato dal Comune di                                   | Rieti                        | RI          |
| B631          | Cantalupo in Sabina | PG Umbria    | 1923 | Cambia Provincia e Regione a                               |                              | RM          |
| B631          | Cantalupo in Sabina | RM           | 1927 | Cambia Provincia a                                         |                              | RI          |
| B631          | Cantalupo in Sabina | RI           | 1927 | Aggregato al Comune di                                     | Casperia                     | RI          |
| B631          | Cantalupo in Sabina | RI           | 1940 | Distaccato dal Comune di                                   | Casperia                     | RI          |
| B632          | Cantalupo Bardella | RM           | 1872 | Cambia denominazione in                                    | Mandela                      | RM          |
| B649          | Leprignano | RM           | 1923 | Cambia denominazione in                                    | Capena                       | RM          |
| B663          | Capodimonte | RM           | 1927 | Cambia Provincia a                                         |                              | VT          |
| B687          | Capranica | RM           | 1872 | Cambia denominazione in                                    | Capranica Prenestina         | RM          |
| B688          | Capranica | RM           | 1927 | Cambia Provincia a                                         |                              | VT          |
| B691          | Caprarola | RM           | 1927 | Cambia Provincia a                                         |                              | VT          |
| B735          | Carbognano | RM           | 1927 | Cambia Provincia a                                         |                              | VT          |
| B828          | Carpineto | RM           | 1872 | Cambia denominazione in                                    | Carpineto Romano             | RM          |
| B862          | Casalattico | TdL Campania | 1927 | Cambia Provincia e Regione a                               |                              | FR          |
| B919          | Casalvieri | TdL Campania | 1927 | Cambia Provincia e Regione a                               |                              | FR          |
| B934          | Casaprota | PG Umbria    | 1923 | Cambia Provincia e Regione a                               |                              | RM          |
| B934          | Casaprota | RM           | 1927 | Cambia Provincia a                                         |                              | RI          |
| C034          | Cassino | TdL Campania | 1927 | Cambia Provincia e Regione a                               |                              | FR          |
| C068          | Castel Cellesi | RM           | 1927 | Cambia Provincia a                                         |                              | VT          |
| C068          | Castel Cellesi | VT           | 1927 | Aggregato al Comune di                                     | Bagnoregio                   | VT          |
| C098          | Castel di Tora | PG Umbria    | 1923 | Cambia Provincia e Regione a                               |                              | RM          |
| C098          | Castel di Tora | RM           | 1927 | Cambia Provincia a                                         |                              | RI          |
| C104          | Castelforte | TdL Campania | 1927 | Cambia Provincia e Regione a                               |                              | RM          |
| C104          | Castelforte | RM           | 1934 | Cambia Provincia a                                         |                              | LT          |
| C177          | Castelliri | TdL Campania | 1927 | Cambia Provincia e Regione a                               |                              | FR          |
| C193          | Castellonorato | TdL Campania | 1927 | Cambia Provincia e Regione a                               |                              | RM          |
| C193          | Castellonorato | RM           | 1928 | Aggregato al Comune di                                     | Formia                       | RM          |
| C223          | Castelnuovo Parano | TdL Campania | 1927 | Cambia Provincia e Regione a                               |                              | FR          |
| C224          | Castelnuovo di Farfa | PG Umbria    | 1923 | Cambia Provincia e Regione a                               |                              | RM          |
| C224          | Castelnuovo di Farfa | RM           | 1927 | Cambia Provincia a                                         |                              | RI          |
| C266          | Castel San Pietro | RM           | 1872 | Cambia denominazione in                                    | Castel San Pietro Romano     | RM          |
| C268          | Castel Sant'Angelo | AQ Abruzzo   | 1927 | Cambia Provincia e Regione a                               |                              | RI          |
| C269          | Castel Sant'Elia | RM           | 1927 | Cambia Provincia a                                         |                              | VT          |
| C315          | Castiglione in Teverina | RM           | 1927 | Cambia Provincia a                                         |                              | VT          |
| C338          | Castro | RM           | 1872 | Cambia denominazione in                                    | Castro dei Volsci            | RM          |
| C338          | Castro dei Volsci | RM           | 1927 | Cambia Provincia a                                         |                              | FR          |
| C340          | Castrocielo | TdL Campania | 1927 | Cambia Provincia e Regione a                               |                              | FR          |
| C413          | Ceccano | RM           | 1927 | Cambia Provincia a                                         |                              | FR          |
| C446          | Celleno | RM           | 1927 | Cambia Provincia a                                         |                              | VT          |
| C446          | Celleno | RM           | 1946 | cede le frazioni di Roccalvecce e Sant'Angelo al Comune di | Viterbo                      | VT          |
| C447          | Cellere | RM           | 1927 | Cambia Provincia a                                         |                              | VT          |
| C479          | Ceprano |              | 1927 | Cambia Provincia a                                         |                              | FR          |
| C518          | Cerreto | RM           | 1872 | Cambia denominazione in                                    | Cerneto                      | RM          |
| C518          | Cerneto | RM           | 1885 | Cambia denominazione in                                    | Monterufo                    | RM          |
| C518          | Monterufo | RM           | 1886 | Cambia denominazione in                                    | Cerreto Laziale              | RM          |
| C543          | Cervara | RM           | 1881 | Cambia denominazione in                                    | Cervara di Roma              | RM          |
| C545          | Cervaro | TdL Campania | 1927 | Cambia Provincia e Regione a                               |                              | FR          |
| C702          | Scarpa | RM           | 1884 | Cambia denominazione in                                    | Cineto Romano                | RM          |
| C740          | Cisterna | RM           | 1872 | Cambia denominazione in                                    | Cisterna di Roma             | RM          |
| C740          | Cisterna di Roma | RM           | 1934 | Cambia Provincia a                                         |                              | LT          |
| C740          | Cisterna di Roma | LT           | 1935 | Cambia denominazione in                                    | Cisterna di Littoria         | LT          |
| C740          | Cisterna di Littoria | LT           | 1946 | Cambia denominazione in                                    | Cisterna di Latina           | LT          |
| C746          | Cittaducale | AQ Abruzzo   | 1927 | Cambia Provincia e Regione a                               |                              | RI          |
| C749          | Cittareale | AQ Abruzzo   | 1927 | Cambia Provincia e Regione a                               |                              | RI          |
| C765          | Civita Castellana | RM           | 1927 | Cambia Provincia a                                         |                              | VT          |
| C767          | Civita Lavinia | RM           | 1914 | Cambia denominazione in                                    | Lanuvio                      | RM          |
| C780          | Civitella d'Agliano | RM           | 1927 | Cambia Provincia a                                         |                              | VT          |
| C836          | Colfelice | TdL Campania | 1927 | Cambia Provincia e Regione a                               |                              | FR          |
| C841          | Collalto Sabino | PG Umbria    | 1923 | Cambia Provincia e Regione a                               |                              | RM          |
| C841          | Collalto Sabino | RM           | 1927 | Cambia Provincia a                                         |                              | RI          |
| C857          | Colle di Tora | RI           | 1948 | Distaccato dal Comune di                                   | Castel di Tora               | RI          |
| C858          | Colleferro | RM           | 1935 | Distaccato (in parte) dal Comune di                        | Genazzano                    | RM          |
| C858          | Colleferro | RM           | 1935 | Distaccato (in parte) dal Comune di                        | Roma                         | RM          |
| C858          | Colleferro | RM           | 1935 | Distaccato (in parte) dal Comune di                        | Valmontone                   | RM          |
| C859          | Collegiove | PG Umbria    | 1923 | Cambia Provincia e Regione a                               |                              | RM          |
| C859          | Collegiove | RM           | 1927 | Cambia Provincia a                                         |                              | RI          |
| C864          | Collepardo | RM           | 1927 | Cambia Provincia a                                         |                              | FR          |
| C870          | Colle San Magno | TdL Campania | 1927 | Cambia Provincia e Regione a                               |                              | FR          |
| C876          | Collevecchio | PG Umbria    | 1923 | Cambia Provincia e Regione a                               |                              | RM          |
| C876          | Collevecchio | RM           | 1927 | Cambia Provincia a                                         |                              | RI          |
| C880          | Colli di Labro | RI           | 1957 | Distaccato dal Comune di                                   | Labro                        | RI          |
| C880          | Colli di Labro | RI           | 1962 | Cambia denominazione in                                    | Colli sul Velino             | RI          |
| C946          | Concerviano | PG Umbria    | 1923 | Cambia Provincia e Regione a                               |                              | RM          |
| C946          | Concerviano | RM           | 1927 | Cambia Provincia a                                         |                              | RI          |
| C959          | Configni | PG Umbria    | 1923 | Cambia Provincia e Regione a                               |                              | RM          |
| C959          | Configni | RM           | 1927 | Cambia Provincia a                                         |                              | RI          |
| C969          | Contigliano (con il territorio del Comune soppresso di Collebaccaro dal 1880) | PG Umbria    | 1923 | Cambia Provincia e Regione a                               |                              | RM          |
| C969          | Contigliano | RM           | 1927 | Cambia Provincia a                                         |                              | RI          |
| C969          | Contigliano | RI           | 1928 | Aggregato al Comune di                                     | Rieti                        | RI          |
| C969          | Contigliano | RI           | 1946 | Distaccato dal Comune di                                   | Rieti                        | RI          |
| C988          | Corchiano | RM           | 1927 | Cambia Provincia a                                         |                              | VT          |
| C998          | Coreno Ausonio | TdL Campania | 1927 | Cambia Provincia e Regione a                               |                              | FR          |
| D003          | Cori | RM           | 1934 | Cambia Provincia a                                         |                              | LT          |
| D024          | Corneto | RM           | 1872 | Cambia denominazione in                                    | Corneto Tarquinia            | RM          |
| D024          | Corneto Tarquinia | RM           | 1922 | Cambia denominazione in                                    | Tarquinia                    | RM          |
| D024          | Tarquinia | RM           | 1928 | Cambia Provincia a                                         |                              | VT          |
| D124          | Cottanello | PG Umbria    | 1923 | Cambia Provincia e Regione a                               |                              | RM          |
| D124          | Cottanello | RM           | 1927 | Cambia Provincia a                                         |                              | RI          |
| D393          | Elena | TdL Campania | 1927 | Cambia Regione                                             |                              | RM          |
| D393          | Elena | TdL Campania | 1927 | Aggregato al Comune di                                     | Gaeta                        | RM          |
| D440          | Esperia (nato nel 1867 dalla fusione dei Comuni di Roccaguglielma e di San Pietro in Curolis)                                                                                      | TdL Campania | 1927 | Cambia Provincia e Regione a                               |                              | FR          |
| D452          | Fabbrica | RM           | 1873 | Cambia denominazione in                                    | Fabrica di Roma              | RM          |
| D452          | Fabrica di Roma | RM           | 1927 | Cambia Provincia a                                         |                              | VT          |
| D475          | Stabia | RM           | 1874 | Cambia denominazione in                                    | Faleria                      | RM          |
| D475          | Faleria | RM           | 1927 | Cambia Provincia a                                         |                              | VT          |
| D483          | Falvaterra | RM           | 1927 | Cambia Provincia a                                         |                              | FR          |
| D493          | Fara in Sabina | PG Umbria    | 1923 | Cambia Provincia e Regione a                               |                              | RM          |
| D493          | Fara in Sabina | RM           | 1927 | Cambia Provincia a                                         |                              | RI          |
| D503          | Farnese | RM           | 1927 | Cambia Provincia a                                         |                              | VT          |
| D539          | Ferentino | RM           | 1927 | Cambia Provincia a                                         |                              | FR          |
| D560          | Fiamignano | AQ Abruzzo   | 1927 | Cambia Provincia e Regione a                               |                              | RI          |
| D561          | Fiano | RM           | 1872 | Cambia denominazione in                                    | Fiano Romano                 | RM          |
| D591          | Filettino | RM           | 1927 | Cambia Provincia a                                         |                              | FR          |
| D591          | Filettino | FR           | 1938 | Cambia denominazione in                                    | Filettino Graziani           | FR          |
| D591          | Filettino Graziani | FR           | 1945 | Cambia denominazione in                                    | Filettino                    | FR          |
| D662          | Fondi | TdL Campania | 1927 | Cambia Provincia e Regione a                               |                              | RM          |
| D662          | Fondi | RM           | 1934 | Cambia Provincia a                                         |                              | LT          |
| D667          | Fontana Liri | TdL Campania | 1927 | Cambia Provincia e Regione a                               |                              | FR          |
| D682          | Fontechiari | TdL Campania | 1927 | Cambia Provincia e Regione a                               |                              | FR          |
| D689          | Forano | PG Umbria    | 1923 | Cambia Provincia e Regione a                               |                              | RM          |
| D689          | Forano | RM           | 1927 | Cambia Provincia a                                         |                              | RI          |
| D708          | Formia | TdL Campania | 1927 | Cambia Provincia e Regione a                               |                              | RM          |
| D708          | Formia | RM           | 1934 | Cambia Provincia a                                         |                              | LT          |
| D785          | Frasso Sabino | PG Umbria    | 1923 | Cambia Provincia e Regione a                               |                              | RM          |
| D785          | Frasso Sabino | RM           | 1927 | Cambia Provincia a                                         |                              | RI          |
| D810          | Frosinone | RM           | 1927 | Cambia Provincia a                                         |                              | FR          |
| D819          | Fumone | RM           | 1927 | Cambia Provincia a                                         |                              | FR          |
| D843          | Gaeta | TdL Campania | 1927 | Cambia Provincia e Regione a                               |                              | RM          |
| D843          | Gaeta | RM           | 1934 | Cambia Provincia a                                         |                              | LT          |
| D870          | Gallese | RM           | 1927 | Cambia Provincia a                                         |                              | VT          |
| D875          | Gallicano | RM           | 1872 | Cambia denominazione in                                    | Gallicano nel Lazio          | RM          |
| D881          | Gallinaro | FR           | 1948 | Distaccato dal Comune di                                   | San Donato Val di Comino     | FR          |
| D972          | Genzano | RM           | 1873 | Cambia denominazione in                                    | Genzano di Roma              | RM          |
| E057          | Giuliano | RM           | 1872 | Cambia denominazione in                                    | Giuliano di Roma             | RM          |
| E057          | Giuliano di Roma | RM           | 1927 | Cambia Provincia a                                         |                              | FR          |
| E126          | Gradoli | RM           | 1927 | Cambia Provincia a                                         |                              | VT          |
| E128          | Graffignano | RM           | 1927 | Cambia Provincia a                                         |                              | VT          |
| E160          | Greccio | PG Umbria    | 1923 | Cambia Provincia e Regione a                               |                              | RM          |
| E160          | Greccio | RM           | 1927 | Cambia Provincia a                                         |                              | RI          |
| E210          | Grotte di Castro | RM           | 1927 | Cambia Provincia a                                         |                              | VT          |
| E211          | Grotte di Santo Stefano | RM           | 1927 | Cambia Provincia a                                         |                              | VT          |
| E211          | Grotte di Santo Stefano | VT           | 1928 | Aggregato (in parte) al Comune di                          | Graffignano                  | VT          |
| E211          | Grotte di Santo Stefano | VT           | 1928 | Aggregato (in parte) al Comune di                          | Viterbo                      | VT          |
| E236          | Guarcino | RM           | 1927 | Cambia Provincia a                                         |                              | FR          |
| E263          | Guidonia Montecelio | RM           | 1937 | Distaccato (in parte) dal Comune di                        | Roma                         | RM          |
| E263          | Guidonia Montecelio | RM           | 1937 | Distaccato (in parte) dal Comune di                        | Sant'Angelo Romano           | RM          |
| E263          | Guidonia Montecelio | RM           | 1937 | Distaccato (in parte) dal Comune di                        | Tivoli                       | RM          |
| E330          | Ischia | RM           | 1872 | Cambia denominazione in                                    | Ischia di Castro             | RM          |
| E330          | Ischia di Castro | RM           | 1927 | Cambia Provincia a                                         |                              | VT          |
| E340          | Isola del Liri | TdL Campania | 1927 | Cambia Provincia e Regione a                               |                              | FR          |
| E375          | Itri | TdL Campania | 1927 | Cambia Provincia e Regione a                               |                              | RM          |
| E375          | Itri | RM           | 1934 | Cambia Provincia a                                         |                              | LT          |
| E392          | Lugnano | RM           | 1872 | Cambia denominazione in                                    | Lugnano Labicano             | RM          |
| E392          | Lugnano Labicano | RM           | 1880 | Cambia denominazione in                                    | Labico                       | RM          |
| E393          | Labro | PG Umbria    | 1923 | Cambia Provincia e Regione a                               |                              | RM          |
| E393          | Labro | RM           | 1927 | Cambia Provincia a                                         |                              | RI          |
| E467          | Latera | RM           | 1927 | Cambia Provincia a                                         |                              | VT          |
| E472          | Littoria | RM           | 1932 | Distaccato dal Comune di                                   | Cisterna di Latina           | RM          |
| E472          | Littoria | RM           | 1934 | Cambia Provincia a                                         |                              | LT          |
| E472          | Littoria | LT           | 1945 | Cambia denominazione in                                    | Latina                       | LT          |
| E527          | Lenola | TdL Campania | 1927 | Cambia Provincia e Regione a                               |                              | FR          |
| E527          | Lenola | RM           | 1934 | Cambia Provincia a                                         |                              | LT          |
| E535          | Leonessa | AQ Abruzzo   | 1927 | Cambia Provincia e Regione a                               |                              | RI          |
| E681          | Longone Sabino | PG Umbria    | 1923 | Cambia Provincia e Regione a                               |                              | RM          |
| E681          | Longone Sabino | RM           | 1927 | Cambia Provincia a                                         |                              | RI          |
| E713          | Lubriano | RM           | 1927 | Cambia Provincia a                                         |                              | VT          |
| E728          | Lugnano di Villa Troiana | AQ Abruzzo   | 1927 | Cambia Provincia e Regione a                               |                              | RI          |
| E728          | Lugnano di Villa Troiana | RI           | 1927 | Cambia denominazione in                                    | Vazia                        | RI          |
| E728          | Vazia | RI           | 1928 | Aggregato al Comune di                                     | Rieti                        | RI          |
| E798          | Maenza | RM           | 1928 | Aggregato al Comune di                                     | Priverno                     | RM          |
| E798          | Maenza | LT           | 1947 | Distaccato dal Comune di                                   | Priverno                     | LT          |
| E812          | Magliano Sabina | PG Umbria    | 1923 | Cambia Provincia e Regione a                               |                              | RM          |
| E812          | Magliano Sabina | RM           | 1927 | Cambia Provincia a                                         |                              | RI          |
| E813          | Magliano Romano | RM           | 1958 | Distaccato dal Comune di                                   | Campagnano di Roma           | RM          |
| E908          | Marano | RM           | 1872 | Cambia denominazione in                                    | Marano Equo                  | RM          |
| E913          | Maranola | TdL Campania | 1927 | Cambia Provincia e Regione a                               |                              | RM          |
| E913          | Maranola | RM           | 1928 | Aggregato al Comune di                                     | Formia                       | RM          |
| E924          | Marcellina | RM           | 1909 | Distaccato dal Comune di                                   | San Polo dei Cavalieri       | RM          |
| E927          | Marcetelli | PG Umbria    | 1923 | Cambia Provincia e Regione a                               |                              | RM          |
| E927          | Marcetelli | RM           | 1927 | Cambia Provincia a                                         |                              | RI          |
| E978          | Marta | RM           | 1927 | Cambia Provincia a                                         |                              | VT          |
| F064          | Mazzano | RM           | 1872 | Cambia denominazione in                                    | Mazzano Romano               | RM          |
| F193          | Micigliano | AQ Abruzzo   | 1927 | Cambia Provincia e Regione a                               |                              | RI          |
| F193          | Micigliano | RI           | 1928 | Aggregato al Comune di                                     | Antrodoco                    | RI          |
| F193          | Micigliano | RI           | 1946 | Distaccato dal Comune di                                   | Antrodoco                    | RI          |
| F224          | Minturno | TdL Campania | 1927 | Cambia Provincia e Regione a                               |                              | RM          |
| F224          | Minturno | RM           | 1934 | Cambia Provincia a                                         |                              | LT          |
| F319          | Mompeo | PG Umbria    | 1923 | Cambia Provincia e Regione a                               |                              | RM          |
| F319          | Mompeo | RM           | 1927 | Cambia Provincia a                                         |                              | RI          |
| F419          | Montalto | RM           | 1872 | Cambia denominazione in                                    | Montalto di Castro           | RM          |
| F419          | Montalto di Castro | RM           | 1928 | Cambia Provincia a                                         |                              | VT          |
| F430          | Montasola | PG Umbria    | 1923 | Cambia Provincia e Regione a                               |                              | RM          |
| F430          | Montasola | RI           | 1927 | Cambia Provincia a                                         |                              | RI          |
| F430          | Montasola | RI           | 1928 | Aggregato al Comune di                                     | Cottanello                   | RI          |
| F430          | Montasola | RI           | 1946 | Distaccato dal Comune di                                   | Cottanello                   | RI          |
| F446          | Montebuono | PG Umbria    | 1923 | Cambia Provincia e Regione a                               |                              | RM          |
| F446          | Montebuono | RM           | 1927 | Cambia Provincia a                                         |                              | RI          |
| F466          | Monticelli | RM           | 1872 | Cambia denominazione in                                    | Montecelio                   | RM          |
| F466          | Montecelio | RM           | 1937 | Aggregato (in parte) al Comune di                          | Guidonia Montecelio          | RM          |
| F466          | Montecelio | RM           | 1937 | Aggregato (in parte) al Comune di                          | Sant'Angelo Romano           | RM          |
| F499          | Montefiascone | RM           | 1927 | Cambia Provincia a                                         |                              | VT          |
| F541          | Monteleone Sabino | PG Umbria    | 1923 | Cambia Provincia e Regione a                               |                              | RM          |
| F541          | Monteleone Sabino | RM           | 1927 | Cambia Provincia a                                         |                              | RI          |
| F590          | Monte Porzio | RM           | 1872 | Cambia denominazione in                                    | Monte Porzio Catone          | RM          |
| F579          | Montenero Sabino | PG Umbria    | 1923 | Cambia Provincia e Regione a                               |                              | RM          |
| F579          | Montenero Sabino | RM           | 1927 | Cambia Provincia a                                         |                              | RI          |
| F603          | Monte Romano | RM           | 1927 | Cambia Provincia a                                         |                              | VT          |
| F606          | Monterosi | RM           | 1928 | Cambia Provincia a                                         |                              | VT          |
| F616          | Monte San Biagio | TdL Campania | 1927 | Cambia Provincia e Regione a                               |                              | RM          |
| F616          | Monte San Biagio | RM           | 1934 | Cambia Provincia a                                         |                              | LT          |
| F619          | Monte San Giovanni in Sabina | PG Umbria    | 1923 | Cambia Provincia e Regione a                               |                              | RM          |
| F619          | Monte San Giovanni in Sabina | RM           | 1927 | Cambia Provincia a                                         |                              | RI          |
| F620          | Monte San Giovanni | RM           | 1872 | Cambia denominazione in                                    | Monte San Giovanni Campano   | RM          |
| F620          | Monte San Giovanni Campano | RM           | 1927 | Cambia Provincia a                                         |                              | FR          |
| F687          | Montopoli di Sabina (con il territorio del Comune soppresso di Bocchignano dal 1880)                                                                                               | PG Umbria    | 1923 | Cambia Provincia e Regione a                               |                              | RI          |
| F687          | Montopoli di Sabina | RM           | 1927 | Cambia Provincia a                                         |                              | RI          |
| F740          | Morolo | RM           | 1927 | Cambia Provincia a                                         |                              | FR          |
| F746          | Morro Reatino | PG Umbria    | 1923 | Cambia Provincia e Regione a                               |                              | RM          |
| F746          | Morro Reatino | RM           | 1927 | Cambia Provincia a                                         |                              | RI          |
| F868          | Nepi | RM           | 1928 | Cambia Provincia a                                         |                              | VT          |
| F876          | Nespolo | PG Umbria    | 1923 | Cambia Provincia e Regione a                               |                              | RM          |
| F876          | Nespolo | RM           | 1927 | Cambia Provincia a                                         |                              | RI          |
| F880          | Nettuno | RM           | 1940 | Aggregato al nuovo Comune di                               | Nettunia                     | RM          |
| F880          | Nettuno | RM           | 1945 | Ricostituito con la soppressione del Comune di             | Nettunia                     | RM          |
| F937          | Norma | RM           | 1934 | Cambia Provincia a                                         |                              | LT          |
| G022          | Olevano | RM           | 1872 | Cambia denominazione in                                    | Olevano Romano               | RM          |
| G065          | Onano | RM           | 1927 | Cambia Provincia a                                         |                              | VT          |
| G111          | Oriolo | RM           | 1872 | Cambia denominazione in                                    | Oriolo Romano                | RM          |
| G111          | Oriolo Romano | RM           | 1928 | Cambia Provincia a                                         |                              | VT          |
| G135          | Orte | RM           | 1927 | Cambia Provincia a                                         |                              | VT          |
| B595          | Orvinio | PG Umbria    | 1923 | Cambia Provincia e Regione a                               |                              | RM          |
| B595          | Orvinio | RM           | 1927 | Cambia Provincia a                                         |                              | RI          |
| G232          | Paganico Sabino | PG Umbria    | 1923 | Cambia Provincia e Regione a                               |                              | RM          |
| G232          | Paganico Sabino | RM           | 1927 | Cambia Provincia a                                         |                              | RI          |
| G276          | Paliano | RM           | 1927 | Cambia Provincia a                                         |                              | FR          |
| G293          | Palombara | RM           | 1872 | Cambia denominazione in                                    | Palombara Sabina             | RM          |
| G362          | Pastena | TdL Campania | 1927 | Cambia Provincia e Regione a                               |                              | FR          |
| G374          | Patrica | RM           | 1927 | Cambia Provincia a                                         |                              | FR          |
| G498          | Pescorocchiano | AQ Abruzzo   | 1927 | Cambia Provincia e Regione a                               |                              | RI          |
| G500          | Pescosolido | TdL Campania | 1927 | Cambia Provincia e Regione a                               |                              | FR          |
| G507          | Petescia | PG Umbria    | 1923 | Cambia Provincia e Regione a                               |                              | RM          |
| G507          | Petescia | RM           | 1927 | Cambia Provincia a                                         |                              | RI          |
| G507          | Petescia | RI           | 1950 | Cambia denominazione in                                    | Turania                      | RI          |
| G513          | Petrella Salto | AQ Abruzzo   | 1927 | Cambia Provincia e Regione a                               |                              | RI          |
| G571          | Piansano | RM           | 1927 | Cambia Provincia a                                         |                              | VT          |
| G591          | Picinisco | TdL Campania | 1927 | Cambia Provincia e Regione a                               |                              | FR          |
| G592          | Pico | TdL Campania | 1927 | Cambia Provincia e Regione a                               |                              | FR          |
| G598          | Piedimonte San Germano | TdL Campania | 1927 | Cambia Provincia e Regione a                               |                              | FR          |
| G659          | Piglio | RM           | 1927 | Cambia Provincia a                                         |                              | FR          |
| G662          | Pignataro Interamna | TdL Campania | 1927 | Cambia Provincia e Regione a                               |                              | FR          |
| G698          | Piperno | RM           | 1928 | Cambia denominazione in                                    | Priverno                     | RM          |
| G698          | Priverno | RM           | 1934 | Cambia Provincia a                                         |                              | LT          |
| G704          | Pisciano | RM           | 1871 | Cambia denominazione in                                    | Pisoniano                    | RM          |
| G749          | Pofi | RM           | 1927 | Cambia Provincia a                                         |                              | FR          |
| G756          | Poggio Bustone | PG Umbria    | 1923 | Cambia Provincia e Regione a                               |                              | RM          |
| G756          | Poggio Bustone | RM           | 1927 | Cambia Provincia a                                         |                              | RI          |
| G757          | Poggio Catino | PG Umbria    | 1923 | Cambia Provincia e Regione a                               |                              | RM          |
| G757          | Poggio Catino | RM           | 1927 | Cambia Provincia a                                         |                              | RI          |
| G759          | Poggio Fidoni (con il territorio del Comune soppresso di Cerchiara in Sabina dal 1875)                                                                                             | PG Umbria    | 1923 | Cambia Provincia e Regione a                               |                              | RI          |
| G759          | Poggio Fidoni | RM           | 1927 | Cambia Provincia a                                         |                              | RI          |
| G759          | Poggio Fidoni | RI           | 1928 | Aggregato al Comune di                                     | Rieti                        | RI          |
| G763          | Poggio Mirteto | PG Umbria    | 1923 | Cambia Provincia e Regione a                               |                              | RM          |
| G763          | Poggio Mirteto | RM           | 1927 | Cambia Provincia a                                         |                              | RI          |
| G764          | Poggio Moiano | PG Umbria    | 1923 | Cambia Provincia e Regione a                               |                              | RM          |
| G764          | Poggio Moiano | RM           | 1927 | Cambia Provincia a                                         |                              | RI          |
| G765          | Poggio Nativo | PG Umbria    | 1923 | Cambia Provincia e Regione a                               |                              | RM          |
| G765          | Poggio Nativo | RM           | 1927 | Cambia Provincia a                                         |                              | RI          |
| G770          | Poggio San Lorenzo | PG Umbria    | 1923 | Cambia Provincia e Regione a                               |                              | RM          |
| G770          | Poggio San Lorenzo | RM           | 1927 | Cambia Provincia a                                         |                              | RI          |
| G811          | Pomezia | RM           | 1938 | Distaccato dal Comune di                                   | Roma                         | RM          |
| G838          | Pontecorvo | TdL Campania | 1927 | Cambia Provincia e Regione a                               |                              | FR          |
| G865          | Pontinia | LT           | 1935 | Distaccato (in parte) dal Comune di                        | Priverno                     | LT          |
| G865          | Pontinia | LT           | 1935 | Distaccato (in parte) dal Comune di                        | Sezze                        | LT          |
| G865          | Pontinia | LT           | 1935 | Distaccato (in parte) dal Comune di                        | Terracina                    | LT          |
| G871          | Ponza | NA Campania  | 1934 | Cambia Provincia e Regione a                               |                              | LT          |
| G871          | Ponza | LT           | 1935 | Cambia Provincia e Regione a                               |                              | NA Campania |
| G871          | Ponza | NA Campania  | 1937 | Cambia Provincia e Regione a                               |                              | LT          |
| G874          | Ponzano | RM           | 1872 | Cambia denominazione in                                    | Ponzano Romano               | RM          |
| G934          | Posta | AQ Abruzzo   | 1927 | Cambia Provincia e Regione a                               |                              | RI          |
| G935          | Posta Fibreno | FR           | 1957 | Distaccato dal Comune di                                   | Vicalvi                      | FR          |
| G951          | Pozzaglia Sabino | PG Umbria    | 1923 | Cambia Provincia e Regione a                               |                              | RM          |
| G951          | Pozzaglia Sabino | RM           | 1927 | Cambia Provincia a                                         |                              | RI          |
| G951          | Pozzaglia Sabino | RI           | 1990 | Cambia denominazione in                                    | Pozzaglia Sabina             | RI          |
| H071          | Proceno | RM           | 1927 | Cambia Provincia a                                         |                              | VT          |
| H076          | Prossedi | RM           | 1934 | Cambia Provincia a                                         |                              | LT          |
| H282          | Rieti (con il territorio del Comune soppresso di Castel San Benedetto Reatino dal 1873; con i territori dei Comuni soppressi di San Giovanni Reatino e Sant'Elia Reatino dal 1875) | PG Umbria    | 1923 | Cambia Provincia e Regione a                               |                              | RM          |
| H282          | Rieti | RM           | 1927 | Cambia Provincia a                                         |                              | RI          |
| H288          | Rignano | RM           | 1873 | Cambia denominazione in                                    | Rignano Flaminio             | RM          |
| H324          | Ripi | RM           | 1927 | Cambia Provincia a                                         |                              | FR          |
| H354          | Rivodutri | PG Umbria    | 1923 | Cambia Provincia e Regione a                               |                              | RM          |
| H354          | Rivodutri | RM           | 1927 | Cambia Provincia a                                         |                              | RI          |
| H393          | Rocca d'Arce | TdL Campania | 1927 | Cambia Provincia e Regione a                               |                              | FR          |
| H401          | Rocca di Cave | RM           | 1890 | Aggregato al Comune di                                     | Cave                         | RM          |
| H401          | Rocca di Cave | RM           | 1909 | Distaccato dal Comune di                                   | Cave                         | RM          |
| H413          | Roccagorga | RM           | 1934 | Cambia Provincia a                                         |                              | LT          |
| H419          | Roccalvecce | RM           | 1927 | Cambia Provincia a                                         |                              | VT          |
| H419          | Roccalvecce | VT           | 1928 | Aggregato (in parte) al Comune di                          | Celleno                      | VT          |
| H419          | Roccalvecce | VT           | 1928 | Aggregato (in parte) al Comune di                          | Graffignano                  | VT          |
| H421          | Rocca Massima | RM           | 1934 | Cambia Provincia a                                         |                              | LT          |
| H427          | Roccantica | PG Umbria    | 1923 | Cambia Provincia e Regione a                               |                              | RI          |
| H427          | Roccantica | RM           | 1927 | Cambia Provincia a                                         |                              | RI          |
| H427          | Roccantica | RI           | 1927 | Aggregato al Comune di                                     | Casperia                     | RI          |
| H427          | Roccantica | RI           | 1939 | Distaccato dal Comune di                                   | Casperia                     | RI          |
| H441          | Rocca Santo Stefano | RM           | 1928 | Aggregato al Comune di                                     | Bellegra                     | RM          |
| H441          | Rocca Santo Stefano | RM           | 1946 | Distaccato dal Comune di                                   | Bellegra                     | RM          |
| H443          | Roccasecca | TdL Campania | 1927 | Cambia Provincia e Regione a                               |                              | FR          |
| H444          | Roccasecca | RM           | 1872 | Cambia denominazione in                                    | Roccasecca dei Volsci        | RM          |
| H444          | Roccasecca dei Volsci | RM           | 1928 | Aggregato al Comune di                                     | Priverno                     | RM          |
| H444          | Roccasecca dei Volsci | LT           | 1947 | Distaccato dal Comune di                                   | Priverno                     | LT          |
| H446          | Rocca Sinibalda (con il territorio del Comune soppresso di Posticciola dal 1876)                                                                                                   | PG Umbria    | 1923 | Cambia Provincia e Regione a                               |                              | RM          |
| H446          | Rocca Sinibalda | RM Lazio     | 1927 | Cambia Provincia a                                         |                              | RI          |
| H534          | Ronciglione | RM           | 1927 | Cambia Provincia a                                         |                              | VT          |
| H647          | Sabaudia | RM           | 1933 | Distaccato (in parte) dal Comune di                        | Cisterna di Latina           | RM          |
| H647          | Sabaudia | RM           | 1933 | Distaccato (in parte) dal Comune di                        | San Felice Circeo            | RM          |
| H647          | Sabaudia | RM           | 1933 | Distaccato (in parte) dal Comune di                        | Sezze                        | RM          |
| H647          | Sabaudia | RM           | 1933 | Distaccato (in parte) dal Comune di                        | Terracina                    | RM          |
| H647          | Sabaudia | RM           | 1934 | Cambia Provincia a                                         |                              | LT          |
| H658          | Scrofano | RM           | 1928 | Cambia denominazione in                                    | Sacrofano                    | RM          |
| H713          | Salisano | PG Umbria    | 1923 | Cambia Provincia e Regione a                               |                              | RM          |
| H713          | Salisano | RM           | 1927 | Cambia Provincia a                                         |                              | RI          |
| H779          | San Biagio Saracinisco | TdL Campania | 1927 | Cambia Provincia e Regione a                               |                              | FR          |
| H824          | San Donato Val di Comino | TdL Campania | 1927 | Cambia Provincia e Regione a                               |                              | FR          |
| H836          | San Felice | RM           | 1872 | Cambia denominazione in                                    | San Felice Circeo            | RM          |
| H836          | San Felice Circeo | RM           | 1934 | Cambia Provincia a                                         |                              | LT          |
| H880          | San Giorgio a Liri | TdL Campania | 1927 | Cambia Provincia e Regione a                               |                              | FR          |
| H913          | San Giovanni di Bieda | RM           | 1927 | Cambia Provincia a                                         |                              | VT          |
| H913          | San Giovanni di Bieda | VT           | 1927 | Aggregato al Comune di                                     | Blera                        | VT          |
| H913          | San Giovanni di Bieda | VT           | 1945 | Distaccato dal Comune di                                   | Blera                        | VT          |
| H913          | San Giovanni di Bieda | VT           | 1961 | Cambia denominazione in                                    | Villa San Giovanni in Tuscia | VT          |
| H917          | San Giovanni Incarico | TdL Campania | 1927 | Cambia Provincia e Regione a                               |                              | FR          |
| H942          | San Gregorio | RM           | 1872 | Cambia denominazione in                                    | San Gregorio da Sassola      | RM          |
| H969          | San Lorenzo Nuovo | RM           | 1927 | Cambia Provincia a                                         |                              | VT          |
| H995          | San Martino | RM           | 1872 | Cambia denominazione in                                    | San Martino al Cimino        | RM          |
| H995          | San Martino al Cimino | RM           | 1927 | Cambia Provincia a                                         |                              | VT          |
| H995          | San Martino al Cimino | VT           | 1928 | Aggregato al Comune di                                     | Viterbo                      | VT          |
| I039          | San Michele | RM           | 1873 | Cambia denominazione in                                    | San Michele in Teverina      | RM          |
| I039          | San Michele in Teverina | RM           | 1927 | Cambia Provincia a                                         |                              | VT          |
| I039          | San Michele in Teverina | VT           | 1927 | Aggregato al Comune di                                     | Civitella d'Agliano          | VT          |
| I255          | Santa Marinella | RM           | 1949 | Distaccato dal Comune di                                   | Civitavecchia                | RM          |
| I256          | Sant'Ambrogio sul Garigliano | TdL Campania | 1927 | Cambia Provincia e Regione a                               |                              | FR          |
| I265          | Sant'Andrea | TdL Campania | 1927 | Cambia Provincia e Regione a                               |                              | FR          |
| I265          | Sant'Andrea | FR           |      | Cambia denominazione in                                    | Sant'Andrea del Garigliano   | FR          |
| I284          | Sant'Angelo in Capoccia | RM           | 1885 | Cambia denominazione in                                    | Sant'Angelo Romano           | RM          |
| I302          | Sant'Apollinare | TdL Campania | 1927 | Cambia Provincia e Regione a                               |                              | FR          |
| I321          | Sant'Elia Fiumerapido | TdL Campania | 1927 | Cambia Provincia e Regione a                               |                              | FR          |
| I339          | Santi Cosma e Damiano | TdL Campania | 1927 | Cambia Provincia a                                         |                              | RM          |
| I339          | Santi Cosma e Damiano | RM           | 1928 | Aggregato al Comune di                                     | Castelforte                  | RM          |
| I339          | Santi Cosma e Damiano | LT           | 1947 | Distaccato dal Comune di                                   | Castelforte                  | LT          |
| I339          | Santi Cosma e Damiano | TdL Campania | 1927 | Cambia Regione                                             |                              | RM          |
| I351          | Santopadre | TdL Campania | 1927 | Cambia Provincia e Regione a                               |                              | FR          |
| I352          | Sant'Oreste | RM           | 1928 | Cambia Provincia a                                         |                              | VT          |
| I352          | Sant'Oreste | VT           | 1941 | Cambia Provincia a                                         |                              | RM          |
| I364          | Santo Stefano | RM           | 1872 | Cambia denominazione in                                    | Villa Santo Stefano          | RM          |
| I364          | Villa Santo Stefano | RM           | 1927 | Cambia Provincia a                                         |                              | FR          |
| I400          | San Vito | RM           | 1872 | Cambia denominazione in                                    | San Vito Romano              | RM          |
| I408          | San Vittore del Lazio | TdL Campania | 1927 | Cambia Provincia e Regione a                               |                              | FR          |
| I499          | Scandriglia | PG Umbria    | 1923 | Cambia Provincia e Regione a                               |                              | RM          |
| I499          | Scandriglia | RM           | 1927 | Cambia Provincia a                                         |                              | RI          |
| I581          | Selci | PG Umbria    | 1923 | Cambia Provincia e Regione a                               |                              | RM          |
| I581          | Selci | RM           | 1927 | Cambia Provincia a                                         |                              | RI          |
| I634          | Sermoneta | RM           | 1934 | Cambia Provincia a                                         |                              | LT          |
| I669          | Serrone | RM           | 1927 | Cambia Provincia a                                         |                              | FR          |
| I697          | Settefrati | TdL Campania | 1927 | Cambia Provincia e Regione a                               |                              | FR          |
| I712          | Sezze | RM           | 1934 | Cambia Provincia a                                         |                              | LT          |
| T716          | Sgurgola | RM           | 1927 | Cambia Provincia a                                         |                              | FR          |
| I832          | Sonnino | RM           | 1934 | Cambia Provincia a                                         |                              | LT          |
| I838          | Sora | TdL Campania | 1927 | Cambia Provincia e Regione a                               |                              | FR          |
| I855          | Soriano | RM           | 1871 | Cambia denominazione in                                    | Soriano nel Cimino           | RM          |
| I855          | Soriano nel Cimino | RM           | 1927 | Cambia Provincia a                                         |                              | VT          |
| I892          | Sperlonga | TdL Campania | 1927 | Cambia Provincia e Regione a                               |                              | RM          |
| I892          | Sperlonga | LT           | 1934 | Cambia Provincia a                                         |                              | LT          |
| I902          | Spigno Saturnia | TdL Campania | 1927 | Cambia Provincia e Regione a                               |                              | RM          |
| I902          | Spigno Saturnia | RM           | 1934 | Cambia Provincia a                                         |                              | LT          |
| I959          | Stimigliano | PG Umbria    | 1923 | Cambia Provincia e Regione a                               |                              | RM          |
| I959          | Stimigliano | RM           | 1927 | Cambia Provincia a                                         |                              | RI          |
| I973          | Strangolagalli | RM           | 1927 | Cambia Provincia a                                         |                              | FR          |
| L009          | Supino | RM           | 1927 | Cambia Provincia a                                         |                              | FR          |
| L017          | Sutri | RM           | 1927 | Cambia Provincia a                                         |                              | VT          |
| L046          | Tarano | PG Umbria    | 1923 | Cambia Provincia e Regione a                               |                              | RM          |
| L046          | Tarano | RM           | 1927 | Cambia Provincia a                                         |                              | RI          |
| L105          | Terelle | TdL Campania | 1927 | Cambia Provincia e Regione a                               |                              | FR          |
| L120          | Terracina | RM           | 1934 | Cambia Provincia a                                         |                              | LT          |
| L150          | Tessennano | RM           | 1927 | Cambia Provincia a                                         |                              | VT          |
| L189          | Toffia (con il territorio del Comune soppresso di Monte Santa Maria in Sabina dal 1876)                                                                                            | PG Umbria    | 1923 | Cambia Provincia e Regione a                               |                              | RI          |
| L189          | Toffia | RM           | 1927 | Cambia Provincia a                                         |                              | RI          |
| L189          | Toffia | RI           | 1946 | Cede la frazione di Monte Santa Maria al Comune di         | Poggio Nativo                | RI          |
| L243          | Torre | RM           | 1872 | Cambia denominazione in                                    | Torre Cajetani               | RM          |
| L243          | Torre Cajetani | RM           | 1927 | Cambia Provincia a                                         |                              | FR          |
| L286          | Torri in Sabina (con il territorio del Comune soppresso di Rocchetta in Sabina dal 1876)                                                                                           | PG Umbria    | 1923 | Cambia Provincia e Regione a                               |                              | RM          |
| L286          | Torri in Sabina | RM           | 1927 | Cambia Provincia a                                         |                              | RI          |
| L290          | Torrice | RM           | 1927 | Cambia Provincia a                                         |                              | FR          |
| L293          | Torricella in Sabina (con il territorio del Comune soppresso di Oliveto in Sabina dal 1876)                                                                                        | PG Umbria    | 1923 | Cambia Provincia e Regione a                               |                              | RM          |
| L293          | Torricella in Sabina | RM           | 1927 | Cambia Provincia a                                         |                              | RI          |
| L302          | Torrita | RM           | 1872 | Cambia denominazione in                                    | Torrita Tiberina             | RM          |
| L310          | Toscanella | RM           | 1911 | Cambia denominazione in                                    | Tuscania                     | RM          |
| L310          | Tuscania | RM           | 1927 | Cambia Provincia a                                         |                              | VT          |
| L398          | Trevi | RM           | 1872 | Cambia denominazione in                                    | Trevi nel Lazio              | RM          |
| L398          | Trevi nel Lazio | RM           | 1927 | Cambia Provincia a                                         |                              | FR          |
| L401          | Trevignano | RM           | 1884 | Cambia denominazione in                                    | Trevignano Romano            | RM          |
| L437          | Trivigliano | RM           | 1927 | Cambia Provincia a                                         |                              | FR          |
| L525          | Vacone | PG Umbria    | 1923 | Cambia Provincia e Regione a                               |                              | RM          |
| L525          | Vacone | RM           | 1927 | Cambia Provincia a                                         |                              | RI          |
| L525          | Vacone | RI           | 1928 | Aggregato al Comune di                                     | Cottanello                   | RI          |
| L525          | Vacone | RI           | 1946 | Distaccato dal Comune di                                   | Cottanello                   | RI          |
| L569          | Valentano | RM           | 1927 | Cambia Provincia a                                         |                              | VT          |
| L598          | Vallecorsa | RM           | 1927 | Cambia Provincia a                                         |                              | FR          |
| L605          | Vallefredda | TdL Campania | 1927 | Cambia Provincia e Regione a                               |                              | FR          |
| L605          | Vallefredda | FR           | 1932 | Cambia denominazione in                                    | Vallemaio                    | FR          |
| L612          | Vallerano | RM           | 1927 | Cambia Provincia a                                         |                              | VT          |
| L614          | Vallerotonda | TdL Campania | 1927 | Cambia Provincia e Regione a                               |                              | FR          |
| L676          | Varco Sabino | PG Umbria    | 1923 | Cambia Provincia e Regione a                               |                              | RM          |
| L676          | Varco Sabino | RM           | 1927 | Cambia Provincia a                                         |                              | RI          |
| L713          | Viano | RM           | 1872 | Cambia denominazione in                                    | Vejano                       | RM          |
| L713          | Vejano | RM           | 1927 | Cambia Provincia a                                         |                              | VT          |
| L742          | Ventotene | NA Campania  | 1934 | Cambia Provincia e Regione a                               |                              | LT          |
| L742          | Ventotene | LT           | 1935 | Cambia Provincia e Regione a                               |                              | NA Campania |
| L742          | Ventotene | NA Campania  | 1937 | Cambia Provincia e Regione a                               |                              | LT          |
| L780          | Veroli | RM           | 1927 | Cambia Provincia a                                         |                              | FR          |
| L814          | Vetralla | RM           | 1927 | Cambia Provincia a                                         |                              | VT          |
| L836          | Vicalvi | TdL Campania | 1927 | Cambia Provincia e Regione a                               |                              | FR          |
| L843          | Vico | RM           | 1872 | Cambia denominazione in                                    | Vico nel Lazio               | RM          |
| L843          | Vico nel Lazio | RM           | 1927 | Cambia Provincia a                                         |                              | FR          |
| L882          | Vignanello | RM           | 1927 | Cambia Provincia a                                         |                              | VT          |
| L905          | Villa Santa Lucia | TdL Campania | 1927 | Cambia Provincia e Regione a                               |                              | FR          |
| M082          | Viterbo | RM           | 1927 | Cambia Provincia a                                         |                              | VT          |
| M083          | Viticuso | TdL Campania | 1927 | Cambia Provincia e Regione a                               |                              | FR          |
| M086          | Vitorchiano | RM           | 1927 | Cambia Provincia a                                         |                              | VT          |
| M095          | Vivaro | RM           | 1872 | Cambia denominazione in                                    | Vivaro Romano                | RM          |
| M207          | Lariano | RM           | 1967 | Distaccato dal Comune di                                   | Velletri                     | RM          |
| M207          | Lariano | RM           | 1975 | Aggregato al Comune di                                     | Velletri                     | RM          |
| M207          | Lariano | RM           | 1976 | Distaccato dal Comune di                                   | Velletri                     | RM          |
| M212          | Ladispoli | RM           | 1970 | Distaccato dal Comune di                                   | Cerveteri                    | RM          |
| M213          | Ardea | RM           | 1970 | Distaccato dal Comune di                                   | Pomezia                      | RM          |
| M272          | Ciampino | RM           | 1974 | Distaccato dal Comune di                                   | Marino                       | RM          |
| M295          | San Cesareo | RM           | 1990 | Distaccato dal Comune di                                   | Zagarolo                     | RM          |
| M297          | Fiumicino | RM           | 1992 | Distaccato dal Comune di                                   | Roma                         | RM          |
| M299          | Boville | RM           | 1993 | Distaccato dal Comune di                                   | Marino                       | RM          |
| M299          | Boville | RM           | 1995 | Aggregato al Comune di                                     | Marino                       | RM          |
| M309          | Fonte Nuova | RM           | 2001 | Distaccato (in parte) dal Comune di                        | Guidonia Montecelio          | RM          |
| M309          | Fonte Nuova | RM           | 2001 | Distaccato (in parte) dal Comune di                        | Mentana                      | RM          |